# Dmitrij Kamolikow
Dmitrij Timofiejewicz Kamolikow (ros. Дмитрий Тимофеевич Камоликов, ur. 1923 we wsi Bogusławka obecnie w rejonie borodulińskim w obwodzie semipałatyńskim, zm. 16 kwietnia 1977 w Białej Cerkwi) – radziecki wojskowy, sierżant, Bohater Związku Radzieckiego (1945).

## Życiorys
Urodził się w rosyjskiej rodzinie chłopskiej. W dzieciństwie mieszkał z rodziną w miejscowości Kirowskij w rejonie łoktiewskim w Kraju Ałtajskim, później ukończył w Semipałatyńsku 7-letnią szkołę, następnie przeniósł się do Kazania, gdzie ukończył szkołę fabryczno-zawodową, po czym pracował jako tokarz w fabryce. W lutym 1942 został powołany do Armii Czerwonej w Semipałatyńsku, w marcu 1942 został skierowany na front wojny z Niemcami. Walczył na Froncie Zachodnim i Briańskim w składzie 151 pułku piechoty 8 Dywizji Piechoty 13 Armii, był trzykrotnie ranny (w lipcu i w październiku 1942 oraz w lutym 1943). Po ostatnim ranieniu ponad rok spędził na leczeniu szpitalnym. W sierpniu 1944 wrócił na front, biorąc udział w operacji jasko-kiszyniowskiej i później bukaresztańsko-aradzkiej oraz debreczyńskiej i budapeszteńskiej walcząc na 2 Froncie Ukraińskim. Jako dowódca drużyny 3 gwardyjskiego pułku powietrznodesantowego 1 Gwardyjskiej Dywizji Powietrznodesantowej 57 Korpusu Piechoty 53 Armii w stopniu sierżanta wyróżnił się podczas operacji budapeszteńskiej. W nocy na 5 listopada 1944 forsował Cisę w pobliżu miejscowości Tiszafüred (Węgry); gdy jego łódź została zatopiona przez uderzenie pocisku, przepłynął rzekę wpław i dotarł do pozycji wroga, gdzie wdarł się do okopu i podobno zniszczył granatem karabin maszynowy. Później jego żołnierze przez cały dzień odpierali 12 węgierskich kontrataków; sam Kamolikow trzykrotnie był zmuszony walczyć wręcz. Podobno odpierając atak karabinem maszynowym, zmusił węgierski pluton do wycofania się. Następnego dnia jego drużyna przełamała obronę wroga, przesuwając się o 7 km naprzód. Przedmoście zostało rozszerzone, a Kamolikow ponownie przepłynął rzekę i pomógł na przedmościu w pobliżu wsi Sarud, gdzie schwytano 70 węgierskich żołnierzy. W walce na przedmościu został ciężko ranny. Uchwałą Prezydium Rady Najwyższej ZSRR z 24 marca 1945 otrzymał Złotą Gwiazdę Bohatera Związku Radzieckiego i Order Lenina. Był również odznaczony Medalem za Odwagę (17 lutego 1942). Po ranieniu został zdemobilizowany i wyjechał do Nowosybirska, gdzie ukończył technikum budowlane i później pracował jako majster i inżynier-konstruktor. Od 1967 mieszkał w Białej Cerkwi, gdzie pracował w zakładzie Elektrokondensator.